# Parafia Zaśnięcia Najświętszej Maryi Panny w Hrubieszowie
Parafia Zaśnięcia Przenajświętszej Bogurodzicy – parafia prawosławna w Hrubieszowie, w dekanacie Zamość diecezji lubelsko-chełmskiej.
Na terenie parafii funkcjonują 2 cerkwie:
- cerkiew Zaśnięcia Najświętszej Maryi Panny w Hrubieszowie – parafialna
- cerkiew św. Symeona Słupnika w Dołhobyczowie – filialna

W parafii działa też punkt duszpasterski pw. św. Mikołaja w  Szychowicach, nie posiadający świątyni.
Parafia opiekuje się 49 prawosławnymi cmentarzami na terenie całego powiatu hrubieszowskiego, pierwotnie położonymi przy wiejskich parafiach zlikwidowanych w okresie międzywojennym lub po II wojnie światowej.

## Historia
W 1872 parafia liczyła 444 wiernych. Dziś na terenie powiatu hrubieszowskiego mieszka około 100 prawosławnych.

## Zasięg terytorialny
Hrubieszów, Dołhobyczów

## Galeria

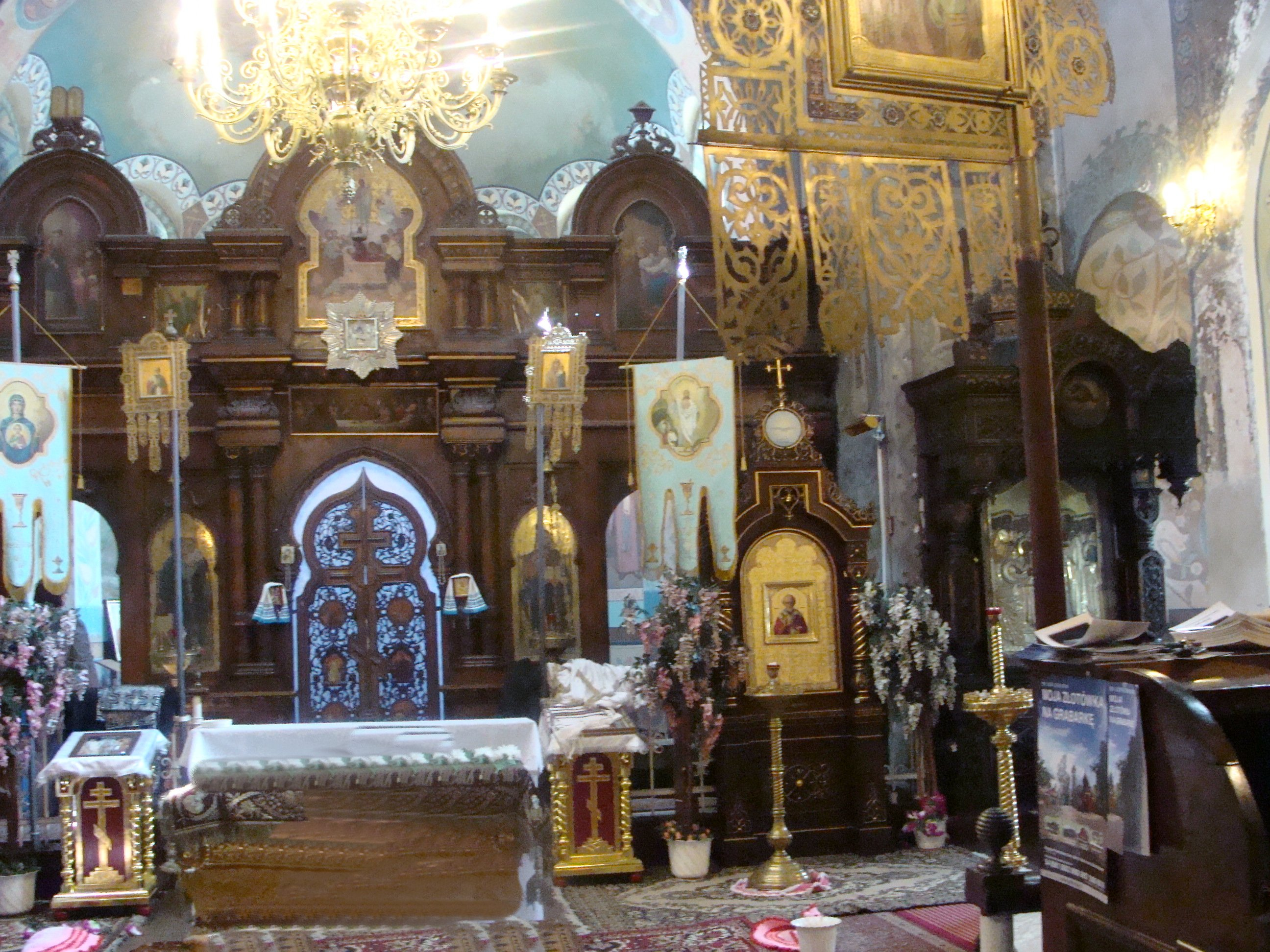
Wnętrze cerkwi Zaśnięcia Bogurodzicy w Hrubieszowie
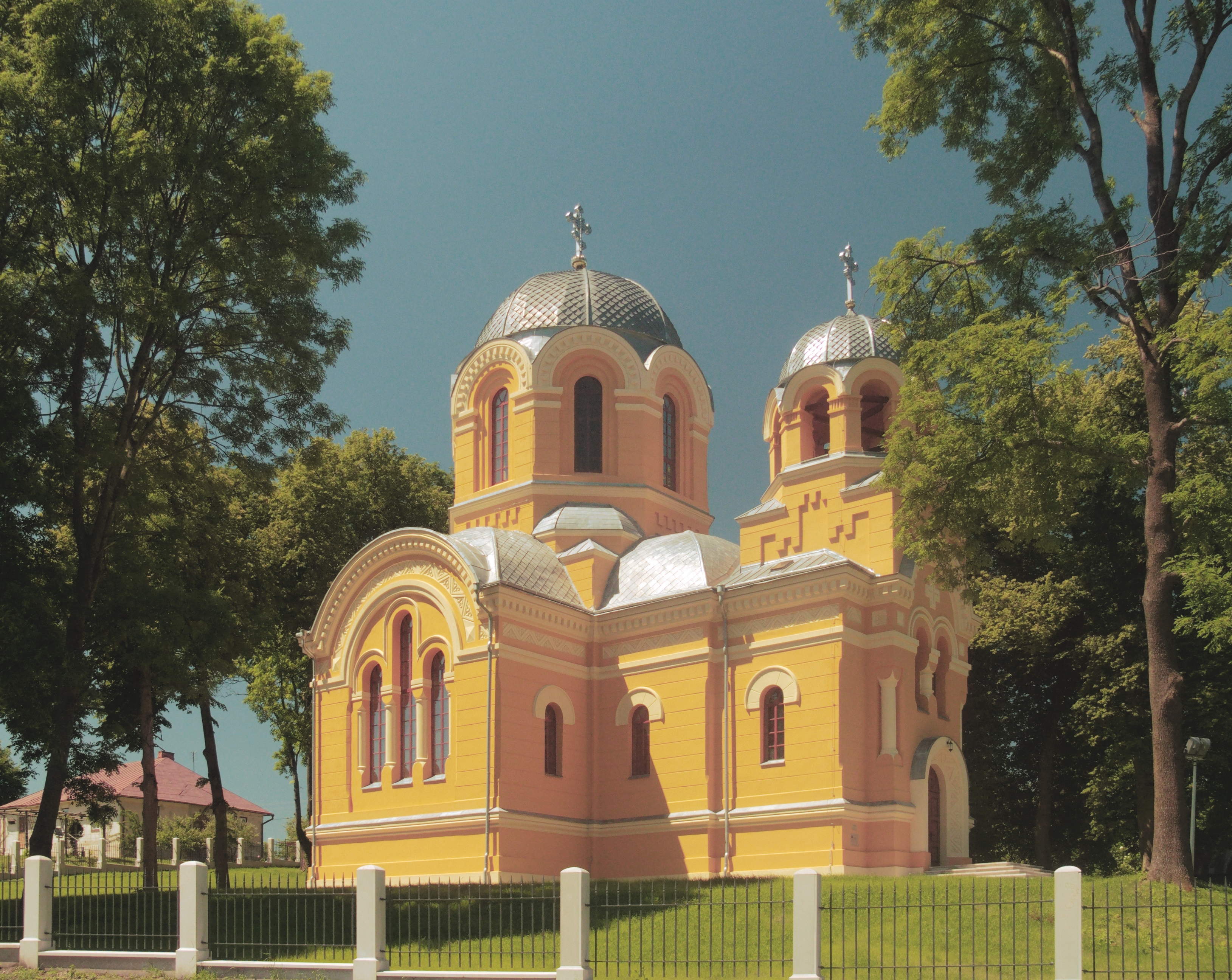
Cerkiew św. Symeona Słupnika w Dołhobyczowie

## Wykaz proboszczów
- 09.1868 – 4.11.1880 – ks. Andrzej Lebiedincew
- 4.11.1880 – 16.01.1890 – ks. Mikołaj Sołowjewicz (Serno-Sołowjewicz)
- 16.01.1890 – 1.09.1910 – ks. Jan Korżeniewski
- 1.09.1910 – 1915 – ks. Bazyli Romanowicz

Przerwa w działalności parafii ze względu na ewakuację ludności prawosławnej, tzw. „bieżeństwo” (1915–1921)
- 14.02.1922 – 27.02.1928 – ks. Stefan Gruszko (Gruszka, Hruszko)
- 27.02.1928 – 1932 – ks. Olimpiusz Denisiewicz
- 1932 – 8.03.1935 – ks. Stefan Gruszko (Gruszka, Hruszko)
- 16.05.1935 – 1940 – ks. Grzegorz Metiuk (Matiuk)
- 1940–1944 – ks. Mikołaj Szerocki

Po II wojnie światowej:
- 19.04.1949 – 1953 – o. hieromnich Leonidas (Eutychiusz Paziński)
- 5.02.1958 – 12.1960 – ks. Mikołaj Ostianko (Ościanko)
- 30.06.1961 – 8.08.1962 – ks. Bazyli Niegierewicz (Nigierewicz)
- 1963 – 25.02.1969 – ks. Mikołaj Marian Kostyszyn
- 6.01.1971 – 15.11.1973 – o. archimandryta Eulogiusz (Horbowiec)
- 24.10.1974 – 18.12.1977 – ks. Pantelejmon Patejczuk
- 18.12.1977 – 12.12.1981 – ks. Grzegorz Ostapkowicz
- 12.12.1981 – 4.10.1989 – ks. Anatol Hajduczenia
- 12.10.1990 – 5.02.1992 – ks. Mikołaj Chodakowski
- 5.02.1992 – 27.03.1998 – ks. Jarosław Łoś
- od 27.03.1998 – ks. Jan Kot